# Gangaraju Madugula
G.Madugula hay Gangaraju Madugula là một mandal thuộc huyện Visakhapatnam, bang Andhra Pradesh.

## Geography
Gangarajumadugula is located at 18°01′00″B 82°30′00″Đ / 18,0167°B 82,5°Đ. It has an average elevation of 1097 metres (3602 ft).